# Systoechus exiguus
Systoechus exiguus är en tvåvingeart som beskrevs av Hesse 1938. Systoechus exiguus ingår i släktet Systoechus och familjen svävflugor. Inga underarter finns listade i Catalogue of Life.